# Список ЛГБТ-фільмів 2019 року

## Фільми
| Назва                                                              | Режисер                              | Країна                               | Жанр                      | В ролях | Примітки                                           | Джерело |
| ------------------------------------------------------------------ | ------------------------------------ | ------------------------------------ | ------------------------- | --- | -------------------------------------------------- | ------- |
| Адам                                                               | Ріс Ернст                            | США                                  | Комедія                   | Ніколас Олександр, Боббі Сальвер Менуес (в титрах як Індія Менуес), Лео Шен \|\| Оператор Аріель Шраг, засновано на одноіменному романі \|\| |                                                    |         |
| І тоді ми танцювали                                                | Леван Акін                           | Швеція Грузія                        | Драма                     | Леван Гельбах'яні, Ана Явакішвілі |                                                    |         |
| Перш ніж ми постаріємо (Heute oder morgen)                         | Томас Моріц Гельм                    | Німеччина                            | Драма                     | |                                                    | [ 1 ]   |
| Перед тим як ти про це дізнаєшся                                   | Ханна Утт                            | США                                  | Комедія                   | Менді Патінкін, Ханна Утт, Джен Таллок, Джудіт Лайт\|\| \|\|                                                                                 |                                                    |         |
| Bit                                                                | Бред Майкл Елмор                     | США                                  | Драма                     | |                                                    | [ 2 ]   |
| Блондин (Un rubio)                                                 | Марко Бергер                         | Аргентина                            | Драма                     | |                                                    | [ 2 ]   |
| Синя квітка Новаліса (A rosa azul de Novalis)                      | Густаво Вінагре, Родріго Карнейро    | Бразилія                             | Драма                     | |                                                    | [ 1 ]   |
| Blue Boy                                                           | Мануель Абрамович                    | Аргентина                            | Документальне             | |                                                    | [ 1 ]   |
| Коротка історія зеленої планети (Breve historia del planeta verde) | Сантьяго Лоза                        | Аргентина Німеччина Бразилія Іспанія | Драма                     | Роміна Ескобар, Паула Гріншпан, Луїс Сода |                                                    | [ 1 ]   |
| Booksmart                                                          | Олівія Вайлд                         | США                                  | Комедія                   | Кейтлін Девер, Біані Фельдштейн | Режисерський дебют Вайлд                           |         |
| Цирк книг                                                          | Рейчел Мейсон                        | США                                  | Документальне             | |                                                    | [ 2 ]   |
| Собака гавкає на Місяці                                            | Сян Зі                               | Китай                                | Драма                     | Нарен Хуа |                                                    | [ 1 ]   |
| Дрег діти                                                          | Меган Веннберг                       | Канад                                | Документальне             | |                                                    | [ 3 ]   |
| Проїзні шляхи                                                      | Ендрю Ан                             | США                                  | Драма                     | Хонг Чау, Браян Деннегі |                                                    | [ 1 ]   |
| Легке кохання                                                      | Тамер Джандалі                       | Німеччина                            | Драма                     | |                                                    | [ 1 ]   |
| Еліса і Марчела                                                    | Ісабель Койшет                       | Іспанія                              | Драма                     | Наталія де Моліна, Грета Фернандес |                                                    | [ 1 ]   |
| Неправдива віра                                                    | Лене Берг                            | Норвегія                             | Документальне             | |                                                    | [ 1 ]   |
| Від нуля до кохаю тебе                                             | Дуг Спірмен                          | США                                  | Драма                     | Скотт Бейлі, Дерріл Стефенс |                                                    | [ 2 ]   |
| Гей-хор Глибокий Південь                                           | Девід Чарльз                         | США                                  | Документальне             | |                                                    | [ 2 ]   |
| Грета                                                              | Армандо Прача                        | Бразилія                             | Драма                     | |                                                    | [ 1 ]   |
| Земля під моїми ногами (Der Boden unter den Füßen)                 | Марі Крейцер                         | Австрія                              | Драма                     | Валері Пахнер, Піа Херцеггер, Mavie Hörbiger                                                                                                 |                                                    | [ 1 ]   |
| Халстон                                                            | Фредерік Ченг                        | США                                  | Документальне             | |                                                    | [ 2 ]   |
| Гектор                                                             | Армандо Прача                        | Чилі                                 | Драма                     | |                                                    | [ 1 ]   |
| Святі звірі                                                        | Лора Амелія Гузман, Ісраїль Карденас | Аргентина                            | Драма                     | |                                                    | [ 1 ]   |
| Вбивство нульового пацієнта                                        | Лорі Лінд                            | Канада                               | Документальне             | Гаетан Дюга |                                                    | [ 4 ]   |
| Ножі та шкіра                                                      | Дженніфер Ридер                      | США                                  | Драма                     | Равен Уітлі, Тай Олвін, Маріка Енгельгардт                                                                                                   |                                                    | [ 1 ]   |
| Виглядаючи як дівчина                                              | Шеллі Чопра Дхар                     | Індія                                | Романтична комедія, драма | Аніл Капур, Джухі Чавла, Сонам Капур |                                                    |         |
| Лемебель                                                           | Джоанна Репосі Гарібальді            | Чилі                                 | Документальне             | |                                                    | [ 1 ]   |
| Маттіас і Максим                                                   | Ксав'є Долан                         | Канада                               | Драма                     | Ксав'є Долан, Габріель Д'Алмейда Фрейтас |                                                    |         |
| Спогади про моє тіло (Kucumbu Tubuh Indahku)                       | Гарі Нугрохо                         | Індонезія                            | Драма                     | Мухаммед Хан, Ренді Пангаліла |                                                    | [ 5 ]   |
| Нагаркіртан                                                        | Каушик Гангули                       | Індія                                | Драма                     | Рідджі Сен, Рітвік Чакраборті |                                                    | [ 1 ]   |
| Ніч у Switch 'n Play                                               | Коді Стікелс                         | Сполучені Штати                      | Документальне             | |                                                    | [ 2 ]   |
| Некролог Тунді Джонсона                                            | Алі ЛеРой                            | США                                  | Драма                     | Стівен Сілвер, Нікола Пельц, Спенсер Невіл, Саммі Ротібі, Тембі Лок                                                                          |                                                    | [ 6 ]   |
| Яма                                                                | Християна Райкова                    | Німеччина                            | Документальне             | |                                                    | [ 1 ]   |
| Портове управління                                                 | Даніель Лесовіц                      | США                                  | Драма                     | Фінн Вайтгед, Лейна Блум, МакКоул Ломбарді                                                                                                   |                                                    |         |
| Портрет дівчини у вогні (Portrait de la jeune fille en feu)        | Селін Ск'ямма                        | Франція                              | Драма                     | Адель Енель, Ноемі Мерлант, Валерія Голіно                                                                                                   |                                                    |         |
| Queering the Script                                                | Габріель Зільха                      | Канада                               | Документальне             | | Документальний фільм про представлення LGBTQ у ЗМІ | [ 7 ]   |
| Рокетмен                                                           | Декстер Флетчер                      | Велика Британія                      | Драма                     | Тарон Еджертон, Джеймі Белл, Річард Медден                                                                                                   | На основі життя та музики Елтона Джона             | [ 2 ]   |
| Святий Френсіс                                                     | Алекс Томпсон                        | США                                  | Драма                     | |                                                    | [ 2 ]   |
| Друга зірка праворуч                                               | Рут Кауделі                          | Колумбія                             | Драма                     | |                                                    | [ 2 ]   |
| Блискучі креветки (Les crevettes pailletées)                       | Максим Говар, Седрик Ле Галло        | Франція                              | Комедія                   | Ніколя Гоб, Альбан Ленуар, Міхаель Абітебул, Джеффрі Кует                                                                                    |                                                    | [ 8 ]   |
| Стоячи на Лінії                                                    | Пол-Еміль д'Ентремонт                | Канада                               | Документальне             | | Документальний фільм про гомофобію у спорті        | [ 9 ]   |
| Оксамитова бензопилка                                              | Ден Ґілрой                           | США                                  | Фільм жахів               | Джейк Джилленгол, Рене Руссо, Тоні Коллетт                                                                                                   |                                                    |         |
| Ми - радикальні монархи                                            | Лінда Голдштейн Ноултон              | США                                  | Документальне             | |                                                    | [ 2 ]   |
| Твоя черга (Espero tua (re)volta)                                  | Еліза Капай                          | Бразилія                             | Документальне             | |                                                    | [ 1 ]   |